# Polskie Radio Program III
Polskie Radio Program III è un canale radio polacco fondato nel 1962 e di proprietà di Polskie Radio.